# Joachim Burser
Joachim Burser (andere Schreibweise: Joachim Burscher) (* um 1583 in Kamenz; † 28. August 1639 in Sorø) war ein deutscher Arzt und Apotheker sowie Professor für Medizin und Botanik in Dänemark.

## Leben
Joachim Burser war einer von elf Söhnen des Kamenzer Apothekers Johannes Burser, einem engen Freund des botanisch interessierten Mediziners Johannes Franke, der von 1581 bis 1600 in Kamenz als Stadtphysikus wirkte. Er studierte Medizin und Botanik und wurde Schüler des Botanikers Caspar Bauhin in Basel. Burser promovierte im Jahre 1614 an der Universität Basel mit einer philosophisch-medizinischen Abhandlung. Danach unternahm Burser zunächst botanische Reisen durch Deutschland, Österreich, Böhmen, die Schweiz, Norditalien, Südfrankreich und die Pyrenäen, bevor er sich ab 1615 als Stadtarzt (Physikus) in Annaberg niederließ. Am 2. September 1617 heiratete Burser in Annaberg Christina Seyffart, die Tochter des Erbbesitzers von Schönfeld Jobst Seyffart.
Im Jahre 1625 wurde Burser als Professor für Medizin und Botanik an die Ritterakademie Sorø berufen. Ab 1631 war Burser bis zu seinem Tode im Jahre 1639 als Apotheker tätig.

## Werke
Das Herbarium von Joachim Burser ist eine der größten und am besten erhaltenen Sammlungen der ersten Hälfte des 17. Jahrhunderts. Einige Pflanzen aus dieser Sammlung wurden unter anderem auch von Carl von Linné als Typusexemplare verwendet, wenn sie nicht in seinem eigenen Herbarium vorhanden waren. Einige Bände gingen beim großen Stadtbrand 1702 in Uppsala verloren. Der Rest wurde in der Bibliothek der Universität Uppsala aufbewahrt und 1854 dem dort ansässigen botanischen Museum übergeben.

## Ehrung
Der österreichische Botaniker Nikolaus Joseph von Jacquin benannte zu Ehren Bursers die Gattung Bursera, die Typusgattung der Balsambaumgewächse (Burseraceae).